# 卡齊米日宮
卡齊米日宮（波蘭語：Pałac Kazimierzowski）是位於波蘭華沙克拉科夫郊區街的一座宮殿建築。卡齊米日宮修建於1637年至1641年期間，在1660年期間重建。自1816年開始，卡齊米日宮就是華沙大學的建築，但在俄羅斯當局和納粹德國政權關閉華沙大學期間除外。

## 外部連結

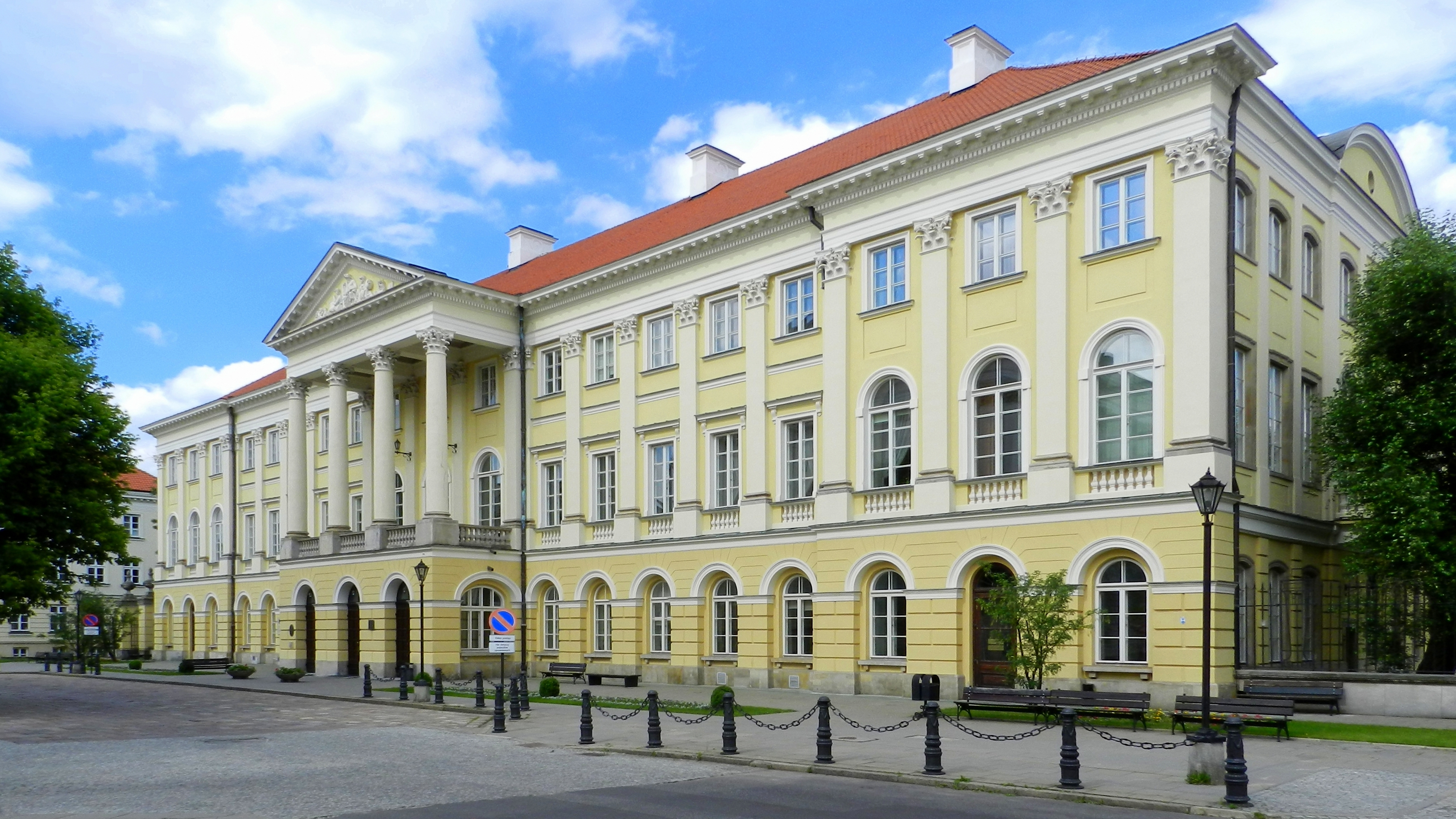
卡齊米日宮

- Pałac Kazimierzowski
- Pałac Kazimierzowski, Villa Regia （页面存档备份，存于）
- Marble bust of Queen Marie Louise of Poland

52°14′26″N 21°01′13″E / 52.24056°N 21.02028°E